# Josef Seifert (kněz)
Josef Seifert (4. prosince 1822 Most – 21. dubna 1904 Litoměřice) byl český římskokatolický duchovní, generální vikář litoměřické diecéze a děkan katedrální kapituly u sv. Štěpána v Litoměřicích.

## Život
Mostecký rodák Seifert byl v letech 1861–1880 městským děkanem v Litoměřicích. V roce 1879 litoměřickým biskupem byl Ludvíkem Frindem ustanoven sídelním kanovníkem katedrální kapituly sv. Štěpána v Litoměřicích. Od roku 1901 až do své smrti vykonával úřad generálního vikáře litoměřické diecéze. V roce 1902 biskupem Emanuelem Schöbelem byl ustanoven děkanem katedrální kapituly. Za svou duchovní činnost byl papežem jmenován apoštolským protonotářem.
Jeho bratrem byl podnikatel a politik Wenzel Seifert (1832–1909), který působil jako poslanec Českého zemského sněmu a starosta Krásné Lípy.